# Heteranthera rotundifolia
Heteranthera rotundifolia là một loài thực vật có hoa trong họ Pontederiaceae. Loài này được (Kunth) Griseb. mô tả khoa học đầu tiên năm 1866.